# Титулярний радник

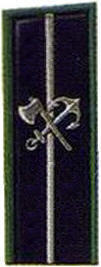
Петличний знак розрізнення відповідного чину (МШС)

Титулярний ра́дник — в Російської імперії цивільний чин IX класу в Табелі про ранги, відповідав чинам капітана (з 1884 — штабс-капітан) в піхоті, штабс-ротмістра в кінноті та лейтенанту флоту, а також придворному чину камер-юнкера.
Титулувався «Ваше благородіє» (рос. Ваше Благородие, «Ваша шляхетносте»).

## Відзнаки чину
Відзнаки свого чину титулярні радники носили на петлицях (в деяких випадках на поздовжніх, або поперечних погонах), з однім просвітом. Зірочки на петлицях (чи погонах) були відсутні. Також на петлицях розміщувалася арматура (емблема) відомства, до якого належав чиновник.